# Bihastina viridata
Bihastina viridata là một loài bướm đêm trong họ Geometridae.